# Championnat d'Espagne de hockey sur glace 1996-1997
Saison précédente Saison suivante
La saison 1996-1997 est la 23e saison du championnat d'Espagne de hockey sur glace. Cette saison, le championnat porte le nom de Superliga Española.

## Clubs de la Superliga 1996-1997
- FC Barcelone
- ARD Gasteiz
- CH Jaca
- Majadahonda HC
- CG Puigcerdà
- Txuri Urdin

## Première Phase

### Classement
| # | Club           | Joués | V  | N | D  | bp:bc  | +/- | Points |
| - | -------------- | ----- | -- | - | -- | ------ | --- | ------ |
| 1 | CH Jaca        | 15    | 11 | 2 | 2  | 105:61 | +44 | 24     |
| 2 | FC Barcelone   | 15    | 11 | 0 | 4  | 84:57  | +27 | 22     |
| 3 | CG Puigcerdà   | 15    | 8  | 0 | 7  | 87:70  | +17 | 16     |
| 4 | Majadahonda HC | 15    | 7  | 1 | 7  | 65:58  | +7  | 15     |
| 5 | ARD Gasteiz    | 15    | 5  | 1 | 9  | 53:74  | -21 | 11     |
| 6 | Txuri Urdin    | 15    | 1  | 0 | 14 | 39:113 | -74 | 1      |

### Meilleurs Pointeurs
Nota: PJ = parties jouées, B = buts, A = assistances, Pts = points, Pun = Minutes de pénalité

| # | Joueur           | Nation | Équipe  | PJ | B  | A  | Pts | Pun |
| - | ---------------- | ------ | ------- | -- | -- | -- | --- | --- |
| 1 | Yevgeni Roshchin | Russie | CH Jaca | ?  | 23 | 21 | 44  | ?   |

## Séries finales
Les séries se jouent au meilleur des trois matchs.

### Demi-finales
| Équipes        | 1 | 2  | 3 | Série |
| Majadahonda HC | 4 | 3  |   | 0     |
| CH Jaca        | 5 | 10 |   | 2     |

| Équipes      | 1 | 2 | 3 | Série |
| CG Puigcerdà | 7 | 3 | 1 | 1     |
| FC Barcelone | 9 | 2 | 4 | 2     |

### Finale
| Équipes      | 1 | 2 | 3 | Série |
| CH Jaca      | 7 | 2 | 2 | 1     |
| FC Barcelone | 3 | 5 | 7 | 2     |